# Дом актёров МХАТ в Глинищевском переулке
Дом актёров МХАТ в Глинищевском переулке — здание-достопримечательность в Москве по адресу Глинищевский переулок, д. 5/7. Построен в 1938 году для актёров МХАТа. Здание является объектом культурного наследия федерального значения.

## История
В 1725 году на месте будущего дома актёров МХАТ был построен храм Алексия Митрополита Московского что на Глинищах. В советское время начались гонения на церковь, и этот храм в 1922 году был разграблен, а в 1931 году закрыт.  В 1934 году храм разобрали.
Через год после сноса храма 1935-1938 годах по проекту архитекторов В.Н. Владимирова и Г.И. Луцкого был построен новый монументальный дом для кооператива товарищества Московского Художественного академического театра и театра имени Станиславского.
В октябре 2018 года стало известно, что фасад дома актеров МХАТа будет отреставрирован.

## Архитектура
Архитекторы  дома В. Н. Владимиров и Г. И. Луцкий. Скульптор Г.И. Мотовилов  сделал для дома 2 барельефа: «Карнавал искусств» и «Парад физкультурников». Дом сочетал стили конструктивизма и сталинского ампира.
В доме 8 этажей, на 7 этаже балконы соединены. Подъезды украшены чёрным мрамором.

## Знаменитые люди
В этом доме  жили многие знаменитые люди: Ольга Книппер-Чехова, Вера Марецкая, Алла Тарасова, Иван Москвин, Марк Прудкин, Осип Абдулов, Александр Кайдановский, Сергей Образцов, Владимир Немирович-Данченко. О них свидетельствуют мемориальные таблички. В 2001 году в доме был открыт мемориальный музей-квартира Сергея Образцова.